# Plavenští z Plavna
Plavenští z Plavna (též fojtové z Plavna, německy von Plauen nebo Vögte von Plauen) byli původně německý šlechtický rod, který svůj přídomek odvozoval od města Plavno ve Fojtsku.

## Historie
Zakladatelem rodu byl Jindřich zv. Bohatý, kterému na konci 12. století daroval císař Jindřich VI. Plavno. Ten na důkaz vděčnosti slíbil, že všichni mužští členové ponesou jméno Jindřich. Ve 14. století se dostávají také do západních Čech, ovšem výraznější zprávy o jejich aktivitě v Čechách pochází až z 15. století. V roce 1402 je jako majitel Kynžvartu zmiňován Jindřich I. z Plavna, který v roce 1411 zakoupil od Oldřicha Zajíce z Hazmburka hrad Bečov. Za husitských válek stáli na straně katolíků; v roce 1421 donutili Jana Žižku z Trocnova k ústupu k hoře Vladař. V roce 1430 jednotky Prokopa Holého dobyli Plavno, ale Kynžvart jim odolal.
Kolem roku 1430 Jindřich I. zemřel a veškerý majetek zdědil Jindřich II. z Plavna, jenž v roce 1448 připojil Kraslice. Také on stál proti husitům a připojil se k jednotě zelenohorské. V roce 1466 plenilo jím vedené vojsko panství Toužim a vypálilo městečko Útvinu. Téhož roku se také zmocnil hradu Andělská Hora. Byl ovšem zajat vojsky Jiřího z Poděbrad a dočasně přišel o Andělskou Horu, Bečov nad Teplou, Plavno a další statky v Sasku.
Moc Plavenských z Plavna posílila za Jindřicha III., který za souhlasu Vladislava Jagellonského získal roku 1482 zpět Bečov a dědičně také Andělskou Horu. V roce 1488 získal zástavně a v roce 1538 dědičně Toužim. Kromě toho mu patřilo také městečko Bochov s hradem Hartenštejnem a Kraslice. Roku 1492 zakoupili Bečov Pluhové z Rabštejna. Na Andělské Hoře rád pobýval Jindřich V., který roku 1537 přikoupil od Vřesovců Žlutice (v majetku rodu do roku 1565). V roce 1540 Žluticím a potvrdil městská práva. Se smrtí Jindřicha VII. roku 1572 česká větev Plavenských z Plavna vymřela.

## Významní členové
- Jindřich I. z Plavna – říšský hofrychtéř a míšeňský purkrabí
- Jindřich II. z Plavna – hejtman chebského kraje
- Jindřich III. z Plavna – míšeňský purkrabí, hejtman českých lén a fojt Dolní Lužice.
- Jindřich V. z Plavna – nejvyšší kancléř Království českého
- Jindřich starší z Plavna a Jindřich Reuss z Plavna vykonávali úřad velmistra řádu německých rytířů